# 참정당
참정당(일본어: 参政党 산세이토[*])는 2020년 창당된 일본의 정당이다.

## 역사
2019년 스이타시 시의회 의원이던 가미야 소헤이(神谷宗幣) 등이 개설한 시사·정치계 유튜브 채널이 사실상의 전신이다. 이후 2020년 3월 17일 정치단체로 등록하고 4월에 공식 결성되었다. 당시 창당 멤버에는 가미야 소헤이를 비롯하여 KAZUYA, 마쓰다 마나부, 와타세 유우야 등의 정치활동가가 이름을 올렸다.
2022년 제26회 일본 참의원 의원 통상선거에 처음으로 참여하여 적극적으로 의석을 획득하기 위한 선거활동을 벌였다. 선거 결과 가미야 소헤이가 비례구 1번 후보로 당선되면서 국회에 입성하였으며, 유효득표율 2%를 넘기며 국정 정당의 지위도 획득하였다.

## 정책
코로나19 범유행 중에 정부의 마스크 의무화와 백신 정책을 적극적으로 비판하였다. 2022년 참의원 선거에서는 '교육 개혁', '먹을 것의 안전', '나라 지키기'를 공약으로 내세웠다. 평화헌법 개정에 찬성하며 국방비 증액을 주장하고 있다.

## 역대 선거 결과
전국 단위에 정당이 직접 참여한 선거만 기재한다.

### 참의원 선거
| 선거명          | 의석    | 득표율 | 대표                                                 |
| --------------- | ------- | ------ | ---------------------------------------------------- |
| 제26회 통상선거 | 1 / 245 | 3.33%  | 마쓰다 마나부, 아카오 유미, 요시노 도시아키 공동대표 |